# NGC 2781
NGC 2781 (другие обозначения — MCG -2-24-2, IRAS09091-1436, PGC 25907) — линзовидная галактика в созвездии Гидры. Открыта Уильямом Гершелем в 1785 году.
В галактике присутствует кольцо вблизи ядра, внутреннее кольцо/линза и внешнее кольцо. Бар, по разным сведениям, либо отсутствует, либо очень слабо выражен. Также наблюдается тусклый внешний диск и структуры эллиптической формы на расстояниях более 45 секунд дуги от центра и менее 10 секунд дуги. Также присутствуют два спиральных рукава.
Этот объект входит в число перечисленных в оригинальной редакции «Нового общего каталога».
Галактика NGC 2781 входит в состав группы галактик NGC 2781. Помимо NGC 2781 в группу также входят NGC 2763, MGC -2-24-1 и MGC -2-24-3.